# Cușmirca
Cușmirca è un comune della Moldavia situato nel distretto di Șoldănești di 2.427 abitanti al censimento del 2004.